# Love, Day After Tomorrow
Love, Day After Tomorrow è un singolo della cantante giapponese Mai Kuraki, pubblicato nel 1999 ed estratto dal suo primo album in studio Delicious Way.

## Tracce

### CD
1. Love, Day After Tomorrow – 4:05
2. Everything's All Right – 4:09
3. Everything's All Right (Remix) – 5:10
4. Love, Day After Tomorrow (Instrumental) – 4:05

### Vinile 12"
1. Love, Day After Tomorrow – 4:05
2. Love, Day After Tomorrow (Day Tripper Drum'n' Bass Mix) – 4:52
3. Everything's All Right – 4:09
4. Everything's All Right (Remix) – 5:10